# Marten Winkler
Marten Winkler (* 31. Oktober 2002 in Frankfurt (Oder)) ist ein deutscher Fußballspieler, der bei Hertha BSC unter Vertrag steht.

## Karriere

### Verein
Winkler begann seine fußballerische Ausbildung bei Union Fürstenwalde. Von dort wechselte er in die Nachwuchsabteilung des 1. FC Union Berlin und 2015 ins Nachwuchsleistungszentrum von Hertha BSC, in dem er in seinem ersten Jahr den C2-Junioren (U14) angehörte. Dort spielte er in der Saison 2017/18 erstmals für die B1-Junioren (U17) in der B-Junioren-Bundesliga, ehe er in der Saison 2018/19 fest dem U17-Kader angehörte. In der Saison 2019/20 absolvierte Winkler für die A-Junioren (U19) 15 Spiele in der A-Junioren-Bundesliga und erzielte 5 Tore, ehe die Spielzeit ab März 2020 aufgrund der COVID-19-Pandemie nicht mehr fortgeführt werden konnte. In der Saison 2020/21, seiner letzten Spielzeit bei den Junioren, folgten 2 Einsätze mit einem Torerfolg, ehe auch diese Spielzeit aufgrund der Corona-Pandemie ab November 2020 nicht mehr fortgeführt werden konnte. Parallel spielte der A-Junior 4-mal für die zweite Mannschaft in der viertklassigen Regionalliga Nordost, jedoch wurde auch diese ab November 2020 nicht mehr fortgeführt. Im Mai 2021 durfte der 18-Jährige unter dem Cheftrainer Pál Dárdai mit der Profimannschaft trainieren. Am 33. Spieltag, bei dem Hertha durch ein Unentschieden gegen den 1. FC Köln den Klassenerhalt sicherte, debütierte er als Einwechselspieler kurz vor dem Schlusspfiff in der Bundesliga.
Zur Saison 2021/22 schaffte Winkler nicht den Sprung in den Profikader, sondern begann die Saison in der zweiten Mannschaft von Ante Čović. Dort kam er zu regelmäßigen Einsätzen, spielte bei den Profis unter Dárdai und dessen Nachfolger Tayfun Korkut im Abstiegskampf jedoch keine Rolle. Nach 17 Regionalligaeinsätzen (11-mal von Beginn), in denen er 7 Tore erzielt hatte, durfte Winkler ab Mitte März 2022 unter dem neuen Profi-Cheftrainer Felix Magath wieder mit den Profis trainieren. Im folgenden Bundesligaspiel stand der Stürmer erstmals wieder im Spieltagskader. Eine Woche später folgte ein Kurzeinsatz. Im weiteren Saisonverlauf setzte Magath nicht mehr auf seine Dienste. Für die zweite Mannschaft kam Winkler hingegen auf 23 Regionalligaspiele, in denen er 8 Tore erzielte.
Die Sommervorbereitung 2022 durfte der Stürmer unter dem neuen Cheftrainer Sandro Schwarz mit der Profimannschaft absolvieren. Am zweiten Trainingslager durfte er jedoch nicht teilnehmen. Winkler wechselte daraufhin kurz vor dem Beginn der Saison 2022/23 für ein Jahr auf Leihbasis zum Drittligisten SV Waldhof Mannheim.
Dort kam Winkler auf 31 Einsätze, davon stand er 22-mal in der Startelf und erzielte 9 Tore, wobei er am 28. April 2023 gegen den Hallescher FC drei Tore erzielte.
Nachdem Hertha BSC aus der Bundesliga abgestiegen war, kehrte Winkler zur Saison 2023/24 zu den Berlinern zurück.

### Nationalmannschaft
Winkler kam bislang einmal für die deutsche U18-Auswahl zum Einsatz.